# Harold B. Lee

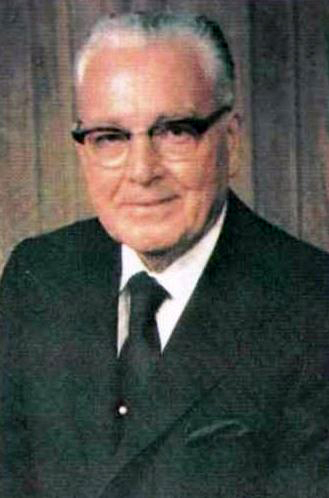
Harold Bingham Lee

Harold Bingham Lee (* 28. März 1899 in Clifton, Oneida County, Idaho; † 26. Dezember 1973 in Salt Lake City, Utah) war der 11. Präsident der Kirche Jesu Christi der Heiligen der Letzten Tage.

## Leben
Lee war der Sohn von Samuel Marion Lee und seiner Frau Louisa Emeline Bingham Lee. Er machte seine Ausbildung am Lehrerseminar Albion State Normal School und war anschließend von 1918 bis 1920 Leiter der Bezirksschule in Oxford, Idaho. Anschließend war er von 1920 bis 1922 als Missionar in Denver, Colorado tätig. Er heiratete 1923 im Salt-Lake-Tempel Fern Lucinda Tanner, mit der er zwei Kinder hat. Von 1923 bis 1928 leitet er die Whittier School und die Woodrow Wilson School in Salt Lake City. Von 1933 bis 1937 war er Mitglied des Stadtrates von Salt Lake City. Im Jahr 1936 berief ihn die Erste Präsidentschaft zum geschäftsführenden Direktor des Sicherheitsplans (später umbenannt in Wohlfahrtsprogramm) der Kirche. Im Jahr 1941 wurde Harold B. Lee ins Kollegium der Zwölf Apostel berufen.
Als Apostel wurde Lee Vorsitzender des Korrelationskomitee, das die Aufgabe hat, die Lehrpläne der Kirche aufeinander abzustimmen. Nach dem Tod von David O. McKay wurde Lee zum Ratgeber von dessen Nachfolger Joseph Fielding Smith berufen. Auch in dieser Eigenschaft arbeitete er weiter an der Erstellung von Programmen zur Verbesserung des Unterrichtes in der ganzen Kirche. Unter seiner Leitung wurde ein Schulungsprogramm für Bischöfe ins Leben gerufen und das weltweite Missionsprogramm besser systematisiert.

## Seine Präsidentschaft
Nach dem Tod von Joseph Fielding Smith wurde Lee am 7. Juli 1972 als Präsident der Kirche ordiniert und eingesetzt. Im Jahr 1972 präsidierte er über die Gebietsgeneralkonferenz in Mexiko-Stadt und 1973 über die in München.
Unter Lees Präsidentschaft wurden die ersten Pfähle in Chile und in Korea gegründet.
Nach 17 Monaten und 19 Tagen als Präsident der Kirche starb Harold B. Lee am 26. Dezember 1973 in Salt Lake City.